# Var inte rädd för vreden
Var inte rädd för vreden är en psalm vars text är skriven av Susanne Rikner. Musiken är skriven av Hans Kennemark.
Musikarrangemanget i Psalmer i 2000-talets koralbok är gjort av Gunilla Tornving.

## Publicerad som
- Nr 825 i Psalmer i 2000-talet under rubriken "Människosyn, människan i Guds hand".